# 룸피현

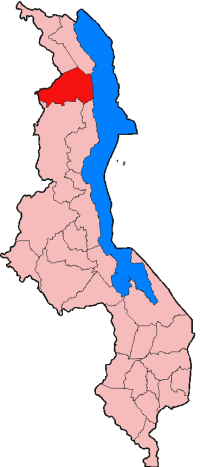
룸피 현

룸피현(Rumphi District)는 말라위 북부 주에 위치한 현으로, 현도는 룸피이며 면적은 4,769km2, 인구는 128,360명이다. 말라위호와 맞닿아 있고 치티파 현과 카롱가 현, 은카타베이 현, 음짐바 현과 인접해 있으며 잠비아와 국경을 맞대고 있다.